# Kopenska vojska Združenih držav Amerike
Kopenska vojska Združenih držav Amerike (angleško United States Army; slovenska kratica KOV ZDA) je del Oboroženih sil Združenih držav Amerike, ki je v glavnem zadolžena za vojaške operacije na kopnem. Zgodovinsko so vojsko oblikovali pred ustanovitvijo ZDA 14. junija 1775 zaradi zahtev med ameriško osamosvojitveno vojno.

## Sestavni deli KOV ZDA
Kopenska vojska Združenih držav je sestavljena iz treh delov:
- Redne vojske
- Nadomestne vojske ali rezerve
- Narodne garde v več zveznih državah in teritorijih

Vsi trije deli so sodelovali v vsaki vojni, kjer so sodelovale ZDA, od prve svetovne vojne naprej. Vključevanje Nadomestne vojske in Narodne garde se je povečalo po vietnamski vojni. Rezerva in Narodna garda sta sodelovali v zalivski vojni, pri mirovnem posredovanju na Kosovu in v napadu na Irak leta 2003.

## Enote
- seznam armadnih skupin Kopenske vojske ZDA
- seznam armad Kopenske vojske ZDA
- seznam korpusov Kopenske vojske ZDA
- seznam divizij Kopenske vojske ZDA
- seznam brigad Kopenske vojske ZDA
- seznam polkov Kopenske vojske ZDA